# Vlastibořice
Vlastibořice är en ort i Tjeckien. Den ligger i den norra delen av landet, 70 km nordost om huvudstaden Prag. Vlastibořice ligger 383 meter över havet och antalet invånare är 231.
Terrängen runt Vlastibořice är platt åt sydväst, men åt nordost är den kuperad. Terrängen runt Vlastibořice sluttar söderut.Runt Vlastibořice är det tätbefolkat, med 286 invånare per kvadratkilometer. Närmaste större samhälle är Liberec, 16,5 km norr om Vlastibořice. Trakten runt Vlastibořice består till största delen av jordbruksmark.